# 珍秦镇
珍秦镇，是中华人民共和国青海省玉树藏族自治州称多县下辖的一个乡镇级行政单位。

## 行政区划
珍秦镇下辖以下地区：
杂麻牧委会、叉麻龙牧委会、松然贡尕牧委会、色宝结然牧委会、冈青牧委会、色然牧委会、仲宗牧委会、勒青牧委会、措龙牧委会、乐然牧委会和东莫牧委会。